# برادولوينغو
بلدية برادولوينغو (بالإسبانية: Pradoluengo)‏، هي إحدى بلديات مقاطعة برغش، التي تقع في منطقة قشتالة وليون، والتي تقع في شمال غرب إسبانيا.
يبلغ عدد سكانها 1.667 نسمة وفقاً لإحصائية سنة (2002).